# HMS Ekeskär (63)
HMS Ekeskär (63) var en bevakningsbåt i svenska marinen. Fartyget byggdes av Bröderna Larssons varv och mekaniska verkstad i Kristinehamn 1960. Som många av hennes systerbåtar moderniserades hon senare med bland annat ny styrhytt och nytt maskineri. Ekeskär utrangerades och såldes till Grosshandlarn Figeholm AB. I november 2008 inregistrerades Ekeskär i sjöfartregistret som arbetsmotorskepp med det nya namnet Enholmen och tilldelades igenkänningssignalen SBEF. I juni 2010 (november 2008 till juni 2010 reg. krångel) såldes fartyget till Göran Svensson i Karlskrona. 